# Ormtjärnen (Råneå socken, Norrbotten, 734600-178396)
Ormtjärnen är en sjö i Luleå kommun i Norrbotten och ingår i Råneälvens huvudavrinningsområde. Sjön har en area på 0,0422 kvadratkilometer och ligger 138,8 meter över havet.

## Delavrinningsområde
Ormtjärnen ingår i det delavrinningsområde (734611-178276) som SMHI kallar för Utloppet av Grundträsket. Medelhöjden är 150 meter över havet och ytan är 9,68 kvadratkilometer. Det finns inga avrinningsområden uppströms utan avrinningsområdet är högsta punkten. Ronningsbäcken (Grundtjärnsbäcken) som avvattnar avrinningsområdet har biflödesordning 3, vilket innebär att vattnet flödar genom totalt 3 vattendrag innan det når havet efter 46 kilometer. Avrinningsområdet består mestadels av skog (61 procent). Avrinningsområdet har 1,6 kvadratkilometer vattenytor vilket ger det en sjöprocent på 16,5 procent.